# ラルカナ
ラルカナ（ウルドゥー語：لاڑکانہ シンド語：لاڙڪاڻو英語：Larkana）は、パキスタン、シンド州北部にある都市。人口は、27万283人。

## 歴史
1901年に誕生。

## 地理
標高は147メートル前後。町の面積は17キロ。

## 観光
この都市は、モヘンジョダロに近く観光地でもある。

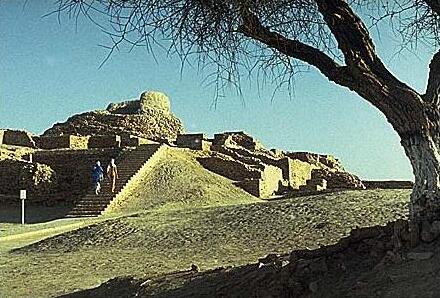